# Heede (Holsten)
Heede er en by og en kommune i det nordlige Tyskland, beliggende i Amt Rantzau under Kreis Pinneberg. Kreis Pinneberg ligger i den sydlige del af delstaten Slesvig-Holsten.

## Geografi
Heede ligger omkring ti kilometer øst for Elmshorn, tre kilometer øst for Barmstedt og ni kilometer nordvest for Quickborn.
Kommunen er præget af hedeområder og indlandsklitter hvilket navnet også er afledt af. I nærheden af byen ligger rekreationsområdet „Heeder Tannen“ med et stort skovområde. Vandløbet Krückau løber gennem kommunen.
mellem Heede og Elmshorn går motorvejen A 23 og få kilometer vest for Heede går Bundesstraße B 4 fra Quickborn mod Bad Bramstedt.